# Iddawc Cordd Prytein
 (juillet 2008).
Améliorez-le ou discutez des points à vérifier. 
Iddawc Cordd Prytein est, selon la légende arthurienne, le messager principal du Roi Arthur.

## Légende
Il offre un fragment de roche aux pouvoirs magiques à Ronabwy au cours de l'importante bataille du mont Badon (selon Gildas le Sage). La pierre permet à son possesseur d'acquérir des pouvoirs surmnésiques, et de fait, de se souvenir de tout ce qu'il aura perçu.
La pierre de « mémoire » est un  objet représentatif de la pensée druidique. Symbolistique de la transmission orale, et des souvenirs de l'histoire qui ne doivent en aucun cas être oubliés.
La pierre magique est un artefact très présent chez les druides et autres mages (cf. pierre philosophale par exemple, ou lieu de rites mégalithiques).